# Steve Chubin
Stephen Chubin, detto Steve (New York, 8 febbraio 1944), è un ex cestista statunitense, professionista in Italia e nella ABA.

## Carriera
È stato selezionato dai San Francisco Warriors al terzo giro del Draft NBA 1966 (23ª scelta assoluta).

## Palmarès
- Campionato italiano: 1

Olimpia Milano: 1966-67
- Campionato israeliano: 2

Maccabi Tel Aviv: 1971-72, 1972-73
- Coppa di Israele: 2

Maccabi Tel Aviv: 1971-72, 1972-73